# Miguel, 14.º Príncipe de Ligne
Miguel Carlos Eugênio Maria Lamoral de Ligne (em francês:  Michel Charles Eugène Marie Lamoral de Ligne; Beloeil, 26 de maio de 1951), é desde 2005 o 14.º Príncipe e Chefe da Casa de Ligne, uma das mais antigas e prestigiadas famílias nobres belgas e europeias. O filho primogênito de Antônio, 13.º Príncipe de Ligne, e de sua esposa, a princesa Alice de Luxemburgo, é primo-irmão do atual grão-duque de Luxemburgo, Henrique.
Depois de uma passagem pela Força Aérea Belga, Miguel entrou na carreira econômica, ajudando o pai na administração dos bens familiares, em Beloeil.

## Infância e juventude
Miguel nasceu no dia 26 de maio de 1951, no Castelo de Beloeil, propriedade ancestral de sua Família em Beloeil, Hainaut, Bélgica. É o primogênito dos sete filhos de Antônio, 13.º Príncipe de Ligne, e de sua esposa, a Princesa Alice de Luxemburgo.
Sua avó materna e madrinha, a Grã-Duquesa Carlota de Luxemburgo, e seu avô materno, o Príncipe Félix de Parma, eram primos-irmãos, netos do Rei Dom Miguel I e bisnetos do Rei Dom João VI de Portugal, sendo, portanto, sobrinhos-netos do Imperador Dom Pedro I e primos-sobrinhos do Imperador Dom Pedro II do Brasil.
Seu padrinho foi seu avô paterno, Eugênio II, 11.º Príncipe de Ligne, Embaixador do Reino da Bélgica na República da Índia e no Reino da Espanha. Sua avó paterna, a Princesa Filipina de Noailles, era filha do 10.º Príncipe de Poix.
Na época de seu nascimento, Miguel era o terceiro na linha de sucessão ao título de Príncipe de Ligne e 7º na linha de sucessão ao trono de Luxemburgo; ele também foi o primeiro neto de seus avós maternos.

## Formação e serviço militar
Tendo concluído seus estudos secundários, ingressou aos dezessete anos de idade nas Forças Armadas da Bélgica, onde serviu como piloto de helicóptero e paraquedista, antes de entrar para a Reserva com a patente de Coronel da Componente Aérea do Exército Belga.
Além do português e do francês, sua língua materna, fala fluentemente inglês e compreende bem alemão e espanhol.

## Casamento e descendência
Em 10 de março de 1981, na Igreja de Nossa Senhora da Glória do Outeiro, Rio de Janeiro, Miguel casou-se com Eleonora de Orléans e Bragança, filha do pretedente ao trono brasileiro Pedro Henrique de Orléans e Bragança e de sua esposa, a Princesa Maria Isabel da Baviera. O casal tem dois filhos:
1. Alix Marie Isabelle Aldegonde Eleonore de Ligne (Bruxelas, 3 de julho de 1984), casou-se com o conde francês Guillaume de Dampierre, em 18 de junho de 2016 no Castelo de Beloeil.[6] Com descendência.
2. Henri Antoine Gabriël Wauthier Marie Lamoral de Ligne (Bruxelas, 3 de março de 1989).

Além de estarem na linha sucessória da Casa de Ligne, possuem precedência ao trono luxemburguês. Além disso, estão na linha sucessória da casa imperial brasileira uma vez que possuem cidadania brasileira e que Eleonora não renunciou aos seus direitos dinásticos ao casar-se. 
A família reside no Castelo de Beloeil.

## Príncipe de Ligne
Com o falecimento de seu pai, no dia 21 de agosto de 2005, ascendeu à condição de 14.º Príncipe de Ligne, Príncipe d’Amblise, Príncipe d’Épinoy, Príncipe do Sacro Império Romano-Germânico, Marquês de Roubaix, Conde de Fauquemberg, Visconde de Leyden, Barão de Beloeil, Barão d’Antoing, Barão de Cisoing, Barão de Werchin, Barão de Wassenaar, Grande da Espanha e Chefe da Casa de Ligne. 
Sendo o Senhor do Castelo de Beloeil, possui um importante papel social na comunidade vizinha à sua propriedade, servindo como Patrono da Maratona e da Meia-Maratona de Beloeil, realizadas anualmente, em outubro. É ainda Patrono da Capela de Música da Rainha Elisabeth e da Feira de Antiguidades de Bruxelas, além de Membro Honorário da Comissão Real de Surdos e Cegos.
Tendo desposado um membro da casa imperial brasileira, Miguel criou fortes laços com o Brasil, o qual visita todos os anos.
Acompanha sua esposa quando de suas atividades de representação da família imperial na Europa.

## Títulos e honrarias
- 26 de maio de 1951 – 3 de março de 1985: Sua Alteza, o Príncipe Miguel de Ligne
- 3 de março de 1985 – 21 de agosto de 2005: Sua Alteza, o Príncipe Hereditário de Ligne
- 21 de agosto de 2005 – atualidade: Sua Alteza, o Príncipe de Ligne

O estilo oficial de Miguel é: Sua Alteza, Michel Charles Eugène Marie Lamoral de Ligne, 14º Príncipe de Ligne, d’Amblise, d’Épinoy e do Sacro Império Romano-Germânico, Marquês de Roubaix, Conde de Fauquemberg, Visconde de Leyden, Barão de Beloeil, d’Antoing, de Cisoing, de Werchin, de Wassenaar e Grande da Espanha.

### Honrarias
Reino da Espanha
- Cavaleiro da Ordem do Tosão de Ouro

 Reino da Bélgica
- ㅤOficial da Ordem de Leopoldo

- ㅤOficial da Ordem da Coroa

- ㅤComandante da Ordem de Leopoldo II

- ㅤDecoração militar por 15 anos de serviço

 Brasil
- Grã-Cruz da Ordem da Rosa[9]
- Grande Oficial da Ordem de Rio Branco[10]

## Papéis
No campo esportivo, Miguel é o patrono da maratona e da meia-maratona, que acontece anualmente no segundo fim de semana de outubro, com a partida e a chegada perto de Beloiel. Sucedeu à sua avó paterna como presidente de honra da Feira de Antiquários da Bélgica e como mecenas da Capela Musical da Rainha Isabel.